# Griffin (Illinois)
Pour les articles homonymes, voir Griffin.
Griffin est une ville fantôme, du comté de Clark en Illinois, aux États-Unis. Elle était située dans le township de Wabash, le long de la ligne de chemin de fer entre Marshall et Dennison (en).

## Source de la traduction
- (en) Cet article est partiellement ou en totalité issu de l’article de Wikipédia en anglais intitulé « Griffin, Illinois » (voir la liste des auteurs).